# Rachel Corrie

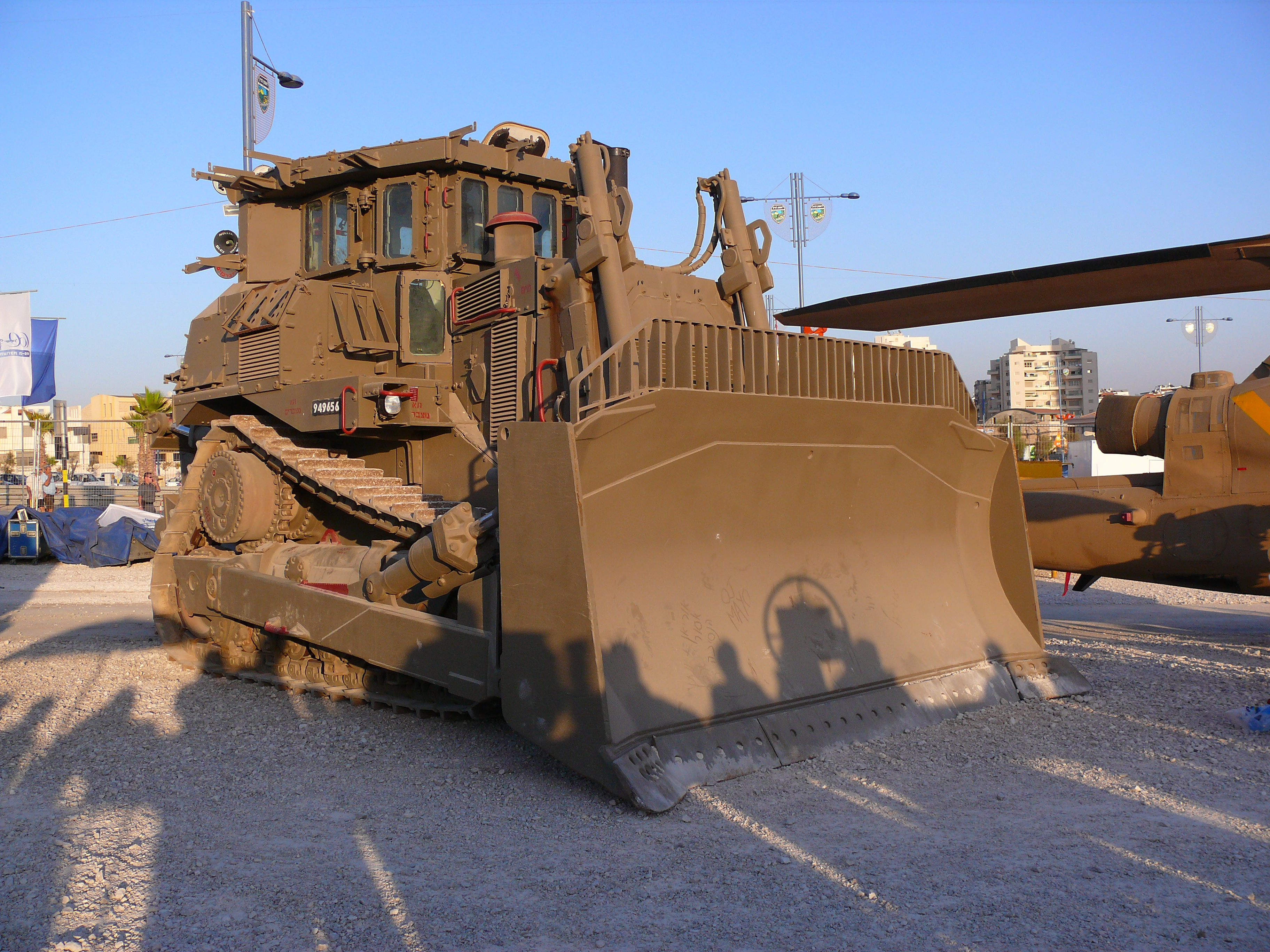
Un bulldozer blindado Caterpillar D9R utilizado por las IDF, similar al que ocasionó la muerte de Rachel.

Rachel Aliene Corrie (Olympia, 10 de abril de 1979 - Franja de Gaza, 16 de marzo de 2003) fue una activista estadounidense, miembro del ISM (Movimiento Internacional de Solidaridad), aplastada por un bulldozer del ejército israelí en Palestina mientras protestaba contra las actividades de las Fuerzas de Defensa Israelíes (IDF) en la Franja de Gaza.
En 2005, los padres de Corrie presentaron una demanda civil en la que acusaban al Estado israelí de no haber llevado a cabo una investigación completa y fidedigna del caso y, por tanto, de ser responsable de su muerte. Sostenían que Corrie había sido asesinada intencionadamente o que los soldados israelíes habían actuado con negligencia. Un tribunal israelí en primera instancia rechazó su demanda en agosto de 2012 y rectificó los resultados de la investigación propia de la IDF, dictaminando que el gobierno israelí no era responsable de la muerte de Corrie, lo que suscitó de nuevo críticas por parte de Amnistía Internacional, Human Rights Watch y diversos activistas por los derechos humanos, quienes además exigían una nueva investigación independiente respecto la muerte de Corrie. El 21 de mayo de 2014 se apeló contra esta sentencia, pero dicha apelación fue rechazada por la Corte Suprema de Israel el 14 de febrero de 2015.

## Biografía

### Primeros años
Corrie nació el 10 de abril de 1979 y creció en Olympia, Washington, Estados Unidos. Era la menor de los tres hijos de Craig Corrie, un ejecutivo de seguros, y Cindy Corrie. Cindy describe a su familia como "estadounidense promedio: políticamente liberal, económicamente conservadora, de clase media.
Después de graduarse de Capital High School, Corrie asistió a The Evergreen State College, también en Olympia, donde tomó varios cursos de arte. Se tomó un año sabático de sus estudios para trabajar como voluntaria en el Cuerpo de Conservación del Estado de Washington. Según el ISM, pasó tres años haciendo visitas semanales a pacientes mentales.
Mientras estaba en el Evergreen State College, se convirtió en una "comprometida activista por la paz", organizando actos por la paz a través de un grupo local pro-ISM llamado "Olímpicos por la Paz y la Solidaridad". Más tarde se unió a la organización Movimiento de Solidaridad Internacional (ISM) para protestar contra las políticas del ejército israelí en Cisjordania y la Franja de Gaza. En su último año, "propuso un programa de estudio independiente en el que viajaría a Gaza, se uniría al equipo del ISM e iniciaría un proyecto de 'ciudad hermana' entre Olympia y Rafah". Antes de partir, también organizó un programa de amigos por correspondencia entre niños en Olympia y Rafah

### En la Franja de Gaza
Mientras estaba en Rafah, Corrie se paró frente a excavadoras blindadas, en un presunto intento de impedir las demoliciones de casas que se estaban llevando a cabo. Estas operaciones militares fueron criticadas como "castigo colectivo" por algunos grupos de derechos humanos. Las autoridades israelíes dijeron que las demoliciones eran necesarias porque "hombres armados palestinos utilizaron las estructuras como cobertura para disparar a sus tropas que patrullaban en la zona, o para ocultar túneles de contrabando de armas bajo la frontera entre Gaza y Egipto". Corrie era miembro de un grupo de unos ocho activistas de fuera de los territorios palestinos que intentaron impedir las actividades del ejército israelí actuando como escudos humanos.
En la primera noche de Corrie allí, ella y otros dos miembros del ISM acamparon dentro del Bloque J, que el ISM describió como "un vecindario densamente poblado a lo largo de la Línea Rosa y blanco frecuente de disparos desde una torre de vigilancia israelí". Al situarse visiblemente entre los palestinos y los francotiradores israelíes que vigilaban las torres de vigilancia, esperaban desalentar los disparos desplegando pancartas que decían que eran "internacionales". Cuando los soldados israelíes hicieron disparos de advertencia, Corrie y sus colegas desmantelaron su tienda y abandonaron la zona.
Qishta, una palestina que trabajaba como intérprete, señaló: "Finales de enero y febrero fue una época muy loca. Hubo demoliciones de casas en toda la franja fronteriza y los activistas no tuvieron tiempo de hacer nada más". Qishta también declaró de los activistas del ISM: "No solo fueron valientes; Estaban locos".  La seguridad de los manifestantes se vio frecuentemente amenazada por estos enfrentamientos: un participante británico resultó herido por metralla mientras recuperaba el cuerpo de un hombre palestino asesinado por un francotirador, y un activista irlandés del ISM tuvo un encuentro cercano con una excavadora blindada.
Los militantes palestinos expresaron su preocupación de que los "internacionales" que se alojaban en tiendas de campaña entre las torres de vigilancia israelíes y los barrios residenciales quedaran atrapados en el fuego cruzado, mientras que a otros residentes les preocupaba que los activistas pudieran ser espías. Para superar esta sospecha, Corrie aprendió algunas palabras de árabe y participó en un simulacro de juicio denunciando los "crímenes de la Administración Bush".  Si bien los miembros del ISM finalmente recibieron comida y alojamiento, circuló una carta en Rafah que arrojó sospechas sobre ellos. "¿Quiénes son? ¿Por qué están aquí? ¿Quién les pidió que vinieran aquí?" En la mañana de la muerte de Corrie, planearon contrarrestar los efectos de la carta. Según uno de ellos, "todos teníamos la sensación de que nuestro papel era demasiado pasivo. Hablamos sobre cómo involucrar al ejército israelí".

### Acciones de protección de pozos de agua
Según un artículo de enero de 2003 de Gordon Murray, un compañero activista del ISM, en el último mes de su vida Corrie "pasó mucho tiempo en el Pozo de Canadá ayudando a proteger a los trabajadores municipales de Rafah" que intentaban reparar los daños causados al pozo por las excavadoras israelíes. Canada Well fue construido en 1999 con fondos de la CIDA. Ella, junto con el pozo El Iskan, había suministrado más del 50% del agua de Rafah antes de los daños. La ciudad había estado bajo un "estricto racionamiento (solo unas pocas horas de agua corriente en días alternos)" desde entonces. Murray escribe que los activistas del ISM mantenían una presencia allí ya que "los francotiradores y tanques israelíes disparaban rutinariamente contra los trabajadores civiles que intentaban reparar los pozos". En uno de sus informes, Corrie escribió que, a pesar de que su grupo había recibido permiso de la Oficina de Comando del Distrito de Israel y del hecho de que llevaban "pancartas y megáfonos, los activistas y trabajadores fueron atacados varias veces durante un período de aproximadamente una hora. Una de las balas se acercó a menos de dos metros de tres internacionales y de un trabajador municipal del agua lo suficientemente cerca como para rociarles trozos de escombros en la cara cuando cayeron a sus pies".

### Quemar una bandera estadounidense mientras protestaba contra la guerra de Irak
Mientras estaba en Gaza, Corrie participó en una manifestación como parte de la protesta contra la guerra del 15 de febrero de 2003 contra la invasión de Irak. Fue fotografiada quemando una bandera improvisada de Estados Unidos.  Después de su muerte, el ISM emitió un comunicado citando a los padres de Corrie sobre la imagen ampliamente difundida del incidente:

### Muerte y polémica posterior
El 16 de marzo de 2003, las Fuerzas de Defensa Israelíes (FDI) participaron en una operación de demolición de casas palestinas en Rafah. Corrie formaba parte de un grupo de tres activistas británicos y cuatro estadounidenses del ISM que intentaban interrumpir la operación de las FDI. Corrie se colocó en el camino de un bulldozer blindado Caterpillar D9R en el área y fue atropellada por el bulldozer y resultó fatalmente herida. Tras resultar herida, fue trasladada en una ambulancia de la Media Luna Roja al hospital palestino de Najar, donde llegó a la sala de urgencias a las 17:05 horas, todavía con vida pero en estado crítico. A las 5:20 p. m. fue declarada muerta.
Los acontecimientos que rodearon la muerte de Corrie son controvertidos. Otros activistas del ISM dijeron que el soldado que operaba la excavadora atropelló deliberadamente a Corrie mientras ella actuaba como escudo humano para evitar la demolición de la casa del farmacéutico local Samir Nasrallah. Dijeron que estaba entre la excavadora y una pared cerca de la casa de Nasrallah, en la que los activistas del ISM habían pasado la noche varias veces. Un oficial de las FDI testificó ante el tribunal que su muerte fue accidental porque el operador de la excavadora no vio a Corrie debido a la vista obstruida del vehículo, y que ese día solo estaban limpiando la vegetación y los escombros de las casas que habían sido demolidas anteriormente, y que no se programaron nuevas casas para su demolición.
Los principales puntos de disputa son si el operador de la excavadora vio a Corrie y si sus lesiones fueron causadas por haber sido aplastada por la cuchilla o por el montículo de escombros que empujaba la excavadora. Un portavoz de las FDI ha reconocido que las regulaciones del ejército israelí normalmente requieren que los operadores de los vehículos blindados de transporte de personal (APC) que acompañan a las excavadoras sean responsables de dirigir a los operadores hacia sus objetivos, ya que las excavadoras Caterpillar D9 tienen un campo de visión restringido con varios puntos ciegos.
Según testigos del hecho, Rachel fue deliberadamente atropellada por el bulldozer israelí, pues indican que el conductor retrocedió sobre su cuerpo ya aplastado, aunque otras versiones señalan incluso que la activista fue atropellada varias veces. Cindy Corrie, la madre de Rachel, relató lo sucedido:

“La excavadora avanzó hacia Rachel. Ella asumió una posición que dio a entender que no se movería. Tenía puesto su chaleco naranja. Cuando la topadora continuó avanzando, ella se paró sobre el terraplén y un testigo declaró que su cabeza se asomaba por encima de la hoja de la topadora, o sea que se la podía ver claramente, pero la topadora siguió avanzando sobre ella, hasta aplastar su cuerpo. Se detuvo y luego dio marcha atrás, según la declaración del testigo, sin levantar la hoja, de manera que retrocedió nuevamente por encima de ella. Sus amigos gritaban todo el tiempo a los conductores de la topadora que se detuvieran. Corrieron hacia ella rápidamente y ella les dijo: ‘Creo que me quebré la espalda’. Esas fueron sus últimas palabras”
Cindy Corrie, madre de Rachel

Según la versión del ejército israelí la muerte de Corrie se habría producido mientras la IDF realizaba una operación militar, consistente en la eliminación de arbustos en Rafah, cerca de la frontera entre Israel y Egipto, para descubrir explosivos y destruir túneles utilizados por terroristas palestinos para el contrabando ilegal de armas procedentes desde Egipto hacia Gaza.
Amnistía Internacional condenó la muerte de Rachel Corrie cuando, según AI, se oponía a la demolición de varias viviendas palestinas, exigiendo una investigación independiente sobre los hechos:

El ejército israelí ha demolido más de 3000 hogares palestinos en los territorios ocupados, así como extensas zonas de tierra agrícola, propiedades públicas y privadas e infraestructura de acueductos y electricidad en zonas urbanas y rurales. Las motoniveladoras usadas para las demoliciones han matado a civiles palestinos, pero hasta la fecha no se ha llevado a cabo ninguna investigación cuidadosa.
Amnesty International

Los detalles sobre la muerte de Corrie son discutidos, ya que las versiones proceden de fuentes diversas. La investigación militar israelí lo consideró un accidente, mientras que algunos testigos del ISM presentes en el lugar afirman que fue un acto deliberado. Otros testigos afirman que el conductor habría perdido de vista a Corrie, y otros que no la habría visto en absoluto.
En homenaje a esta mujer, existe un barco que lleva su nombre, el MV Rachel Corrie, un buque mercante de bandera irlandesa reconvertido en barco de transporte de ayuda humanitaria a la franja de Gaza. Este barco fue abordado en junio de 2010 durante el episodio conocido como el ataque a la flotilla de Gaza.
El cantautor español Ángel Petisme dedicó a Rachel Corrie una canción, en su disco Río Ebrio, que lleva su nombre.
El 28 de agosto de 2012, una corte civil israelí dictaminó que la muerte de Corrie fue un accidente por el cual ella fue responsable y absolvió a las Fuerzas de Defensa de Israel (FDI) por cualquier delito. De acuerdo con la corte israelí, «la misión de las FDI el día del incidente era únicamente limpiar el terreno [...] La misión no incluyó, de ninguna forma, la demolición de casas».

### El diario de Corrie
El diario de Corrie describe sus experiencias en la Franja de Gaza, la vida cotidiana de los palestinos y los esfuerzos de hombres, mujeres y niños por sobrevivir en medio de las condiciones de la guerra. Sobre la base de este diario se hizo una obra teatral: My name is Rachel Corrie (mi nombre es Rachel Corrie).